# Iyoha Osamu Henry
Osamu Henry Iyoha (イヨハ 理 ヘンリー Iyoha Osamu Henry, sinh ngày 23 tháng 6 năm 1998) là một cầu thủ bóng đá người Nhật Bản. Anh thi đấu cho Kyoto Sanga.

## Sự nghiệp
Osamu Henry Iyoha gia nhập câu lạc bộ tại J1 League Sanfrecce Hiroshima năm 2017. Vào ngày 21 tháng 6 năm anh ra mắt ở Cúp Hoàng đế Nhật Bản (v Kagoshima United FC).